# Melissa McCarthy
Melissa Ann McCarthy (ur. 26 sierpnia 1970 w Plainfield) – amerykańska aktorka, dwukrotnie nominowana do Oscara, za role w filmach Druhny i Czy mi kiedyś wybaczysz?.

## Filmografia

### Filmy
- 1998: God jako Margaret
- 1999: Go jako Sandra
- 2000: Auto Motives jako Tonnie
- 2000: Aniołki Charliego (Charlie’s Angels) jako Doris
- 2000: Trafiona-zatopiona (Drowning Mona) jako Shirley
- 2000: Dzieciak (The Kid) jako kelnerka w Sky King
- 2002: Pumpkin jako Cici Pinkus
- 2002: Trzeci do pary (The Third Wheel) jako Marilyn
- 2002: Biały oleander (White Oleander) jako Paramedic
- 2003: Życie za życie (The Life of David Gale) jako Nico, gotka
- 2003: Chicken Party jako Tot Wagner
- 2006: Cook-Off! jako Amber Strang
- 2007: Strzelec (Shooter) jako Night Store Clerk
- 2007: Dziewiątki (The Nines) jako Margaret / Melissa / Mary
- 2008: Ładni brzydcy ludzie (Pretty Ugly People) jako Becky
- 2008: Wystarczy zalać (Just Add Water) jako Selma
- 2010: Plan B (The Back-Up Plan) jako Carol
- 2010: Och, życie (Life as We Know It) jako DeeDee
- 2011: Druhny (Bridesmaids) jako Megan
- 2012: 40 lat minęło (This is Forty) jako Catherine
- 2013: Kac Vegas III (The Hangover Part III) jako Cassie
- 2013: Złodziej tożsamości (Identity Thief) jako Diana / Dawn Budgie / Sandy Bigelow Patterson / Julia / Margie / Tina VanWessengarden
- 2013: Gorący towar (The Heat) jako Shannon Mullins
- 2014: Mów mi Vincent (St. Vincent) jako Maggie
- 2014: Tammy jako Tammy
- 2015: Agentka (Spy) jako Susan Cooper
- 2016: Szefowa (The Boss) jako Michelle Darnell
- 2016: Agent i pół (Central Intelligence) jako Darla McGuckian
- 2016: Ghostbusters. Pogromcy duchów (Ghostbusters) jako dr Abigail „Abby” Yates
- 2018: Dusza towarzystwa (Life of the Party)[2] jako Deanna
- 2018: Czy mi kiedyś wybaczysz? (Can You Ever Forgive Me?) jako Lee Israel
- 2018: Rozpruci na śmierć (The Happytime Murders) jako det. Connie Edwards
- 2019: Królowe zbrodni (The Kitchen) jako Kathy Brennan
- 2020: Superintelligence jako Carol Peters
- 2021: Szpak (Starling) jako Lilly Maynard
- 2021: Thunder Force jako Lydia
- 2023: Mała Syrenka (The Little Mermaid) jako Urszula

### Seriale telewizyjne
- 1997: Jenny jako Melissa
- 2000: D.C. jako Molly
- 2000-2007: Kochane kłopoty (Gilmore Girls) jako Sookie St. James
- 2002-2005: Kim Kolwiek (Kim Possible) jako DNAmy (głos)
- 2004: Pohamuj entuzjazm (Curb Your Enthusiasm) jako sprzedawczyni
- 2007-2009: Kim jest Samantha? (Samantha Who?) jako Dena
- 2009: Rita daje czadu (Rita Rocks) jako Tut'82
- 2010: Prywatna praktyka (Private Practice) jako Raul Campos
- 2010-2016: Mike i Molly (Mike & Molly) jako Molly Flynn−Biggs
- 2021: Dziewięcioro nieznajomych (Nine Perfect Strangers) jako Frances Welty
- 2022: Ulubiony boski idiota (God's Favorite Idiot) jako Amily Luck

## Nagrody
- Nagroda Emmy - Najlepsza aktorka pierwszoplanowa w serialu komediowym: 2011 Mike i Molly
- Nagroda Emmy - Najlepsza aktorka w gościnnej roli w serialu komediowym: 2017 Saturday Night Live